# Hallucinations collectives 2020
Le festival des Hallucinations collectives 2020 est la treizième édition des Hallucinations collectives.

## Déroulement et faits marquants
La treizième édition du festival a eu lieu du mardi 1er au lundi 7 septembre 2020.
Initialement prévue en avril, à Pâques comme les années précédentes, cette édition a dû être reportée une première fois en juillet, puis une seconde fois en septembre en raison de la pandémie de Covid-19. Aucun invité n'a pu être présent.
Une carte blanche est confiée à Xavier Gens.

### Projections
| Titre                                                                       | Réalisateur(s)                                          | Année                         | Pays                           |
| Longs métrages en compétition                                               | Longs métrages en compétition                           | Longs métrages en compétition | Longs métrages en compétition  |
| --------------------------------------------------------------------------- | ------------------------------------------------------- | ----------------------------- | ------------------------------ |
| Color Out of Space (Film d'ouverture)                                       | Richard Stanley                                         | 2019                          | États-Unis- Portugal- Malaisie |
| The Nightingale                                                             | Jennifer Kent                                           | 2018                          | Australie                      |
| The Wave (en)                                                               | Gille Klabin                                            | 2019                          | États-Unis                     |
| The Lodge                                                                   | Veronika Franz et Severin Fiala                         | 2019                          | États-Unis- Royaume-Uni        |
| Extra Ordinary (en)                                                         | Mike Ahern & Enda Loughman                              | 2019                          | Irlande- Belgique              |
| Jallikattu (en)                                                             | Lijo Jose Pellissery (en)                               | 2019                          | Inde                           |
| Les chiens ne portent pas de pantalon (Koirat eivät käytä housuja)          | Jukka-Pekka Valkeapää                                   | 2019                          | Finlande- Lettonie             |
| Courts métrages en compétition                                              |                                                         |                               |                                |
| There were Four of Us (7 min)                                               | Cassie Shao                                             | 2019                          | États-Unis                     |
| The Obliteration of the Chickens (3 min)                                    | Izzy Lee                                                | 2019                          | États-Unis                     |
| The Haunted Swordsman (16 min)                                              | Kevin McTurk                                            | 2019                          | États-Unis                     |
| The Cunning Man ()                                                          | Zoe Dobson                                              | 2018                          | Royaume-Uni                    |
| M52 (10 min)                                                                | Yves Paradis                                            | 2018                          | Allemagne                      |
| Bad Hair (14 min)                                                           | Oskar Lehemaa                                           | 2019                          | Estonie                        |
| Animal (14 min)                                                             | Russell Leigh Sharman                                   | 2019                          | États-Unis                     |
| Audio Guide (19 min)                                                        | Chris Elena                                             | 2019                          | Australie                      |
| Soirée Manga de chair et de sang                                            |                                                         |                               |                                |
| Lesson of the Evil (Aku no kyôten)                                          | Takashi Miike                                           | 2012                          | Japon                          |
| I Am a Hero                                                                 | Shinsuke Satō                                           | 2015                          | Japon                          |
| Hors Catégories : Hong Kong                                                 |                                                         |                               |                                |
| Story of Ricky (Lik Wong)                                                   | Lam Ngai-kai                                            | 1991                          | Hong Kong                      |
| Full Alert (Go do gaai bei)                                                 | Ringo Lam                                               | 1997                          | Hong Kong                      |
| Police Story (Ging chaat goo si)                                            | Jackie Chan                                             | 1985                          | Hong Kong                      |
| The Untold Story (Bat sin fan dim: Yan yuk cha siu bau)                     | Herman Yau                                              | 1993                          | Hong Kong                      |
| Vaudou : Walking with the Zombie                                            |                                                         |                               |                                |
| L'Invasion des morts-vivants (The Plague of the Zombies)                    | John Gilling                                            | 1966                          | Royaume-Uni                    |
| Sugar Hill                                                                  | Paul Maslansky                                          | 1974                          | États-Unis                     |
| Divine Horsemen: The Living Gods of Haiti (en)                              | Maya Deren                                              | 1985                          | États-Unis                     |
| Les Morts-vivants (White Zombie)                                            | Victor Halperin                                         | 1932                          | États-Unis                     |
| Cabinet de curiosités                                                       |                                                         |                               |                                |
| Les Charnelles                                                              | Claude Mulot                                            | 1974                          | France                         |
| Fantasmes et psychoses sexuelles de Miss Aggie (Memories Within Miss Aggie) | Gerard Damiano                                          | 1974                          | États-Unis                     |
| Pyromaniac (Don't Go in the House)                                          | Joseph Ellison                                          | 1979                          | États-Unis                     |
| 11 courts métrages de Robert Morgan :                                       | Robert Morgan                                           | 1997 à 2020                   | Royaume-Uni                    |
| The Man in the Lower Left Hand Corner of the Photograph                     | The Man in the Lower Left Hand Corner of the Photograph | 1997 (13 min 30 s)            | 1997 (13 min 30 s)             |
| The Cat with Hands                                                          | The Cat with Hands                                      | 2001 (3 min 30 s)             | 2001 (3 min 30 s)              |
| The Separation                                                              | The Separation                                          | 2003 (9 min)                  | 2003 (9 min)                   |
| Monsters                                                                    | Monsters                                                | 2004 (12 min)                 | 2004 (12 min)                  |
| Bobby Yeah                                                                  | Bobby Yeah                                              | 2011 (23 min)                 | 2011 (23 min)                  |
| Invocation                                                                  | Invocation                                              | 2013 (3 min)                  | 2013 (3 min)                   |
| D is for Deloused                                                           | D is for Deloused                                       | 2014 (4 min 30 s)             | 2014 (4 min 30 s)              |
| Belial’s Dream                                                              | Belial’s Dream                                          | 2017 (12 min)                 | 2017 (12 min)                  |
| To Dust: Nightmares                                                         | To Dust: Nightmares                                     | 2018 (5 min)                  | 2018 (5 min)                   |
| Tomorrow I Will Be Dirt                                                     | Tomorrow I Will Be Dirt                                 | 2019 (2 min)                  | 2019 (2 min)                   |
| Channel X Cartoon Show                                                      | Channel X Cartoon Show                                  | 2020 (3 min)                  | 2020 (3 min)                   |
| Leap of Faith: William Friedkin on The Exorcist                             | Alexandre O. Philippe (en)                              | 2019                          | États-Unis                     |
| Carte blanche à Xavier Gens                                                 |                                                         |                               |                                |
| L'Échine du Diable                                                          | Guillermo del Toro                                      | 2002                          | Espagne- Mexique               |
| L'Invasion des profanateurs (Invasion of the Body Snatchers)                | Philip Kaufman                                          | 1978                          | États-Unis                     |
| Tale of Tales (Il Racconto dei Racconti)                                    | Matteo Garrone                                          | 2015                          | Italie- France- Royaume-Uni    |
| Film de clôture                                                             |                                                         |                               |                                |
| Mope (de)                                                                   | Lucas Heyne                                             | 2019                          | États-Unis                     |

### Prix
- Compétition longs métrages, prix du jury lyonnais : The Nightingale de Jennifer Kent.
- Compétition courts métrages, prix du jury lycéen : The Cunning Man de Zoë Dobson.

Il n'y a pas eu de prix du public cette année, le vote ne pouvant pas avoir lieu en raison de la pandémie de Covid-19.